# Socabarga
Socabarga es un núcleo de población situado a los pies de Peña Cabarga, administrativamente barrio de Liaño (municipio de Villaescusa, Cantabria, España).
De su patrimonio destaca la iglesia de Santa María de Socabarga, del siglo XVI. En una clave de bóveda de la misma se conservan trazas heráldicas identificables con el apellido Solana, originario del valle de Villaescusa.
En ella se da comienzo una de las pruebas deportivas que más afición congregan de Cantabria, la subida a peña Cabarga, una cita clave en el calendario del campeonato de Cantabria de montaña.